# Hišna preiskava
Hišna preiskava je preiskovalno dejanje, ki ga sme na podlagi odredbe sodišča izpeljati policija. Sodišče izda odredbo o preiskavi stanovanja in drugih prostorov obdolženca ali drugih oseb, če so podani utemeljeni razlogi za sum, da je določena oseba storila kaznivo dejanje, in je verjetno, da bo mogoče pri preiskavi obdolženca prijeti ali da se bodo odkrili sledovi kaznivega dejanja ali predmeti, ki so pomembni za kazenski postopek.
Hišna preiskava je podrobneje opredeljena v Zakonu o kazenskem postopku.